# La Vie de Lazarillo de Tormes
Pour l’article homonyme, voir Lazarillo de Tormes (homonymie).
La Vie de Lazarillo de Tormes (en espagnol : La Vida de Lazarillo de Tormes y de sus fortunas y adversidades) est un récit en langue espagnole publié anonymement en 1554 à Burgos, Alcalá de Henares, Anvers et Medina del Campo (cette dernière édition a été découverte en 1997). Il est considéré comme le premier roman picaresque.

## Résumé
Le roman contient un prologue et sept chapitres. Le héros du roman est Lázaro, surnommé Lazarillo, un jeune garçon issu d'un milieu modeste de Salamanque. Son prénom vient de la rivière Tormes, là ou il est né. Dans le premier chapitre, sa mère l'abandonne à un mendiant aveugle dont il devient l'apprenti. Lazarillo passe donc au service du mendiant puis de plusieurs autres maîtres (en général un par chapitre). Au fil de ses aventures, il devient de plus en plus intelligent et rusé. Après le mendiant, Lazarillo entre au service d'un prêtre (chapitre 2), puis d'un écuyer (chapitre 3), d'un moine (chapitre 4), d'un vendeur d'indulgences (chapitre 5), d'un chapelain (chapitre 6), d'un bailli et enfin d'un archevêque (chapitre 7).

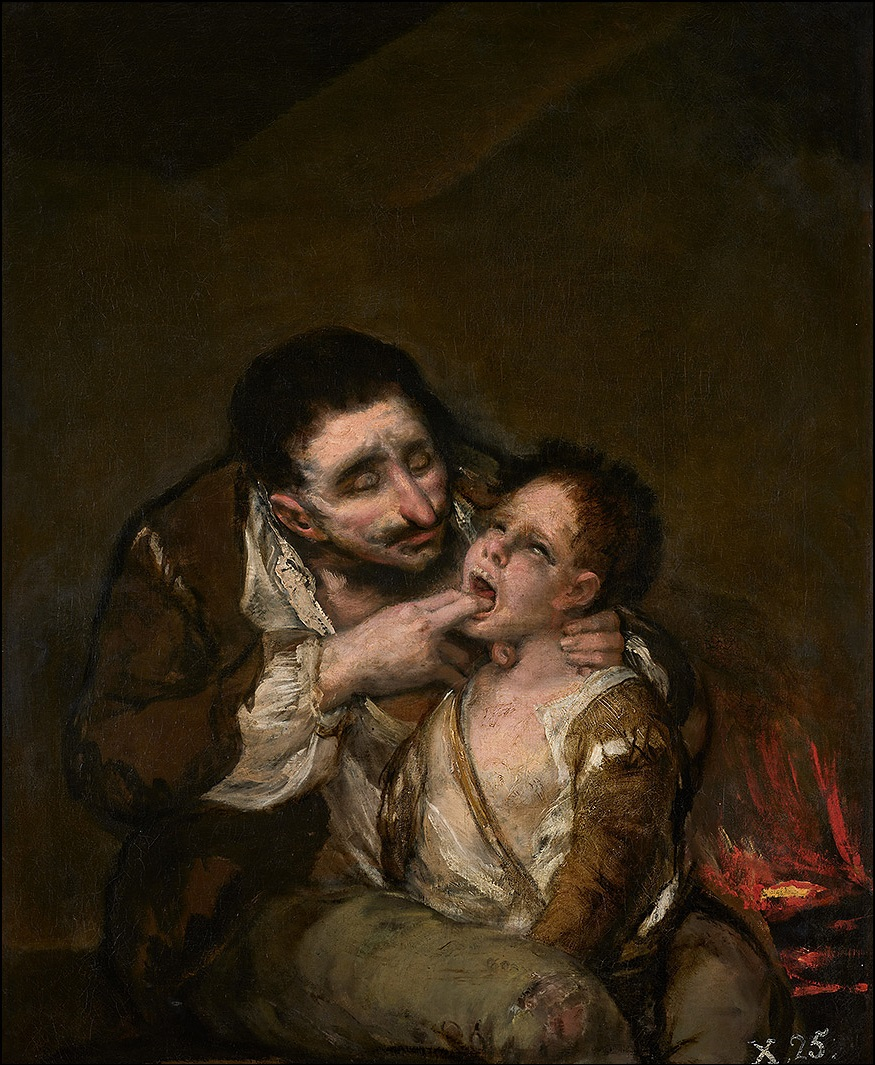
e Lazarillo de Tormes (1812) par Francisco de Goya
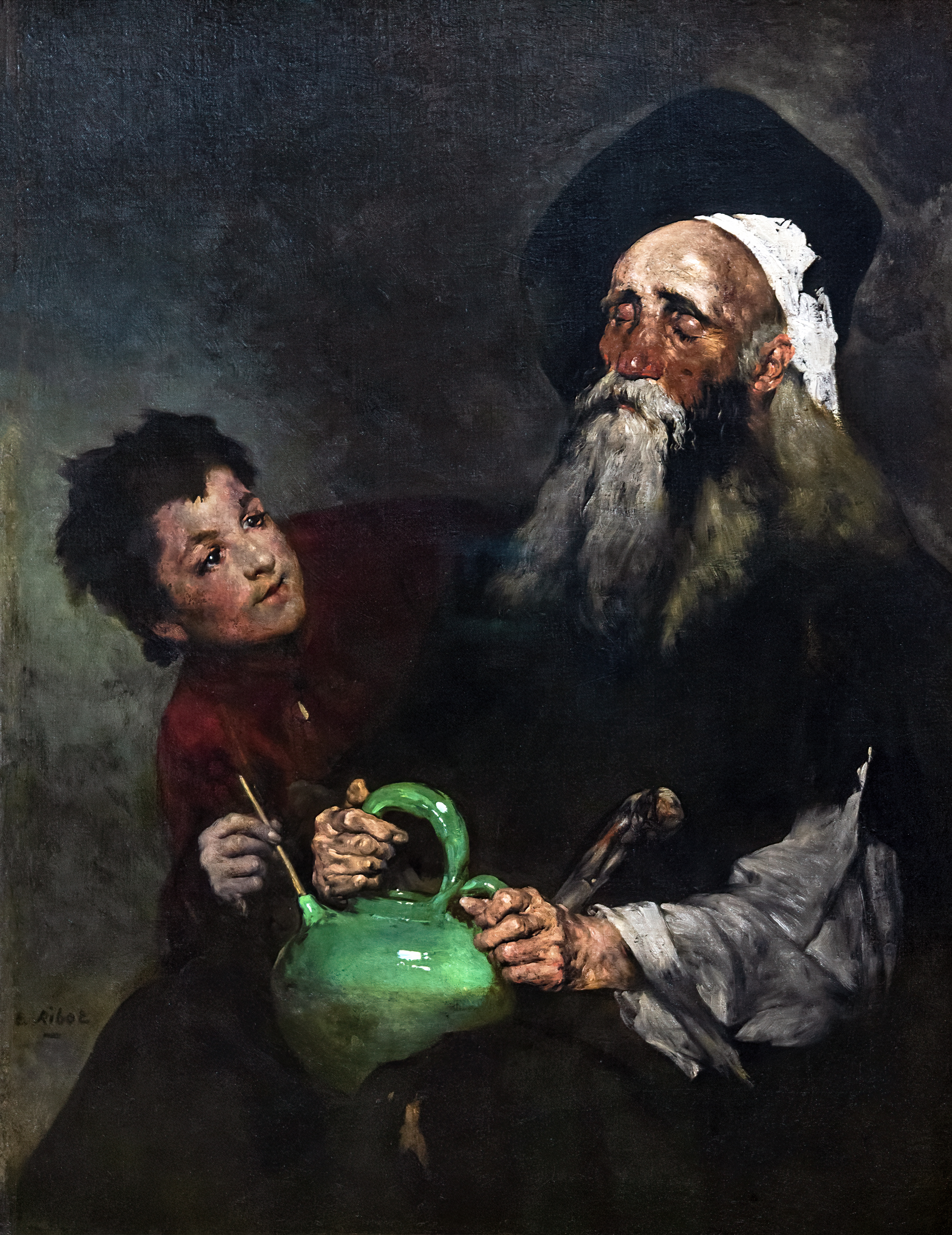
Lazarillo de Tormes et son maître aveugle Théodule Ribot

## Auteur et datation
La première édition du texte, sans doute publiée en 1553, demeure introuvable. L'identité de son auteur est débattue depuis le XVIIe siècle, mais certaines récentes découvertes tendent à confirmer qu'il s'agirait de Diego Hurtado de Mendoza, l'érudit ambassadeur de Charles Quint en Italie, collectionneur de manuscrits.

## Réception critique
Il fut censuré par l’Inquisition qui en fit paraître en 1573 une version expurgée. Il connut rapidement un grand succès et fut traduit dans plusieurs langues européennes, notamment en français par l'abbé de Charnes, en 1678, qui signa « la version la plus élégante et la plus agréable à lire de toutes ».

## Postérité
La Vie de Lazarillo de Tormes a fait l’objet de nombreuses suites par divers auteurs et d'une adaptation cinématographique par César Fernández Ardavín sous le titre El lazarillo de Tormes (1959), qui reçut l'Ours d'or de la Berlinale 1960. En 2015, le producteur de films Pedro Alonso Pablos a réalisé une adaptation en dessins animés du même titre.

## Éditions

### Édition bilingue
- La Vie de Lazarillo de Tormès - La vida Lazarillo de Tormes, édition bilingue, introduction de Marcel Bataillon, traduction par Bernard Sesé, Paris, Garnier-Flammarion, 1993.

### Éditions disponibles en ligne
1. Gallica : Histoire plaisante, facétieuse, et récréative du Lazarille de Tormes espagnol : en laquelle l'esprit mélancolique se peut recréer & prendre plaisir, augmentée de la seconde partie nouvellement traduite de l'espagnol en français, 1598 traduit par Jean van Meere
2. Gallica : La Vie de Lazarille de Tormes  - La vida de Lazarillo de Tormes, traduction nouvelle par P.-B. parisien, publication :  Paris : Nicolas et Pierre Bonfons, 1601
3. Gallica : La vie de Lazarille de Tormes La vida del Lazarillo de Tormes, nouvelle traduction par M. P. B. P., publication :  Paris : A. Tiffaine, 1616 attribué à Hurtado de Mendoza. - Textes français et espagnol en regard
4. « Gallica : La vie de Lazarillo de Tormes »(Archive.org • Wikiwix • Archive.is • Google • Que faire ?), trad. Pierre d’Audiguier revue par Juan de Luna, Paris, P. Baudouin, 1660
5. Wikisource : Vie de Lazarille de Tormès, traduction d'Alfred Morel-Fatio, 1886. Cette version comporte une préface du traducteur et les neuf chapitres qu'il considère comme originaux et correspondant à la première partie du sommaire ci-dessus.
6. Caricatures du lazarillo de Tormes El lazarillo de Tormes, dessins animés avec sous-titres français